# Kurt Diemer (Fußballspieler)
Kurt Gustav August Diemer (* 17. Mai 1893 in Berlin; † 13. Dezember 1953 in Wehrda) war ein deutscher Fußballspieler.

## Karriere

### Vereine
Diemer, der „elegante, trotzdem wuchtige, katzenschnelle und dabei überlegene Verteidiger“, gehörte von 1910 bis 1914 dem BTuFC Britannia 1892 – durch die Namensänderung am 10. Dezember 1914 bedingt – von 1914 bis 1925 dem Berliner SV 1892 an. In seiner Premierensaison im Seniorenbereich kam er in der vom Verband Berliner Ballspielvereine ausgetragenen Meisterschaft in einer Gruppe von neun Mannschaften im Rundenturnier zum Einsatz. Ab der Saison 1911/12 bestritt er in den nun vom Verband Brandenburgischer Ballspielvereine organisierten Meisterschaften seine Punktspiele. Am Saisonende 1913/14 stieg er mit seiner Mannschaft in die Zweite Klasse ab. Nach zweijähriger Abstinenz stieg er mit seiner Mannschaft als Berliner SV 1892 zur Saison 1917/18 in die Erste Klasse auf. Von 1920 bis 1925 spielte er in der auf zwei Gruppen aufgeteilten Verbandsliga.
Von 1925 bis 1929 bestritt er in den vom Süddeutschen Fußball-Verband ausgetragenen Meisterschaften in einer der regional höchsten Spielklassen, der Bezirksliga Rheinhessen/Saar, seine Punktspiele für den 1. FSV Mainz 05. In der Folgesaison gewann er mit seiner Mannschaft, deren Spielführer er zeitweise gewesen war, seinen einzigen Titel; in der sich anschließenden Endrunde um die süddeutsche Meisterschaft belegte er mit seiner Mannschaft jedoch den letzten Platz. Die letzten beiden Spielzeiten absolvierte er dann in der Bezirksliga Main/Hessen in der Gruppe Hessen.

### Nationalmannschaft
Diemer bestritt vier Länderspiele für die A-Nationalmannschaft, die allesamt verloren wurden. Sein Debüt gab er am 6. Oktober 1912 in Kopenhagen bei der 1:3-Niederlage gegen die Nationalmannschaft Dänemarks. Die nachfolgenden drei, alle im Deutschen Kaiserreich von ihm bestrittenen Einsätze als Nationalspieler, wurden mit 2:3, 0:3 und 1:2 gegen die Nationalmannschaften der Niederlande, Englands und der Schweiz verloren.

## Erfolge
- Bezirksmeister Rheinhessen/Saar 1927